# Spergularia
Spergularia  é um gênero botânico da família Caryophyllaceae.

## Espécies
Contém as seguintes espécies:
- Spergularia aberrans I. M. Johnst.
- Spergularia andina Rohrb.
- Spergularia arbuscula (Gay) I. M. Johnst.
- Spergularia atrosperma R. Rossbach
- Spergularia azorica (Kindb.) Lebel
- Spergularia bocconei (Scheele) Graebn.
- Spergularia canadensis (Pers.) G. Don
- Spergularia capillacea (Kindb. & Lange) Willk.
- Spergularia collina I. M. Johnst.
- Spergularia colombiana Rossbach
- Spergularia confertiflora Steud.
- Spergularia congestifolia I. M. Johnst.
- Spergularia cremnophila I. M. Johnst.
- Spergularia denticulata (Phil.) Phil.
- Spergularia diandra (Guss.) Heldr.
- Spergularia diandroides L. G. Adams
- Spergularia doumerguei Foucaud & Monnier
- Spergularia echinosperma (Celak.) Asch. & Graebn.
- Spergularia embergeri Monnier
- Spergularia fasciculata Phil.
- Spergularia fimbriata Boiss. & Reut.
- Spergularia flaccida (Madden) I. M. Turner
- Spergularia floribunda (Gay) Rohrb.
- Spergularia hanoverensis Simon
- Spergularia heldreichii Foucaud
- Spergularia hohuanshanensis S. S. Ying
- Spergularia kurkae F. Dvorák
- Spergularia macrorrhiza (Req. ex Loisel.) Heynh.
- Spergularia macrotheca (Hornem. ex Cham. & Schltdl.) Heynh.
- Spergularia manicata (Skottsb.) Kool & Thulin
- Spergularia marina (L.) Besser
- Spergularia masafuerana Skottsb.
- Spergularia media (L.) J. Presl
- Spergularia melanocaulos Merino
- Spergularia mexicana Hemsl.
- Spergularia microsperma (Kindb.) Vved.
- Spergularia munbyana Pomel
- Spergularia nesophila L. G. Adams
- Spergularia nicaeensis Burnat
- Spergularia pazensis (Rusby) Rossbach
- Spergularia pitardiana Hy ex Pit.
- Spergularia purpurea (Pers.) G. Don
- Spergularia pycnantha Rossbach
- Spergularia pycnorrhiza Foucaud
- Spergularia rubra (L.) J. Presl & C. Presl
- Spergularia rupicola Le Jol.
- Spergularia segetalis (L.) G. Don
- Spergularia sezer-zenginii Yild.
- Spergularia spruceana Rossbach
- Spergularia stenocarpa (Phil.) I. M. Johnst.
- Spergularia syvaschica Tzvelev
- Spergularia tangerina P. Monnier
- Spergularia tasmanica (Kindb.) L. G. Adams
- Spergularia tenuifolia Pomel
- Spergularia × salontana  I. Pop